# Музыкальный бизнес
Музыкальный бизнес — это индустрия, основанная на извлечении прибыли при производстве музыки. Является многомиллиардной индустрией.

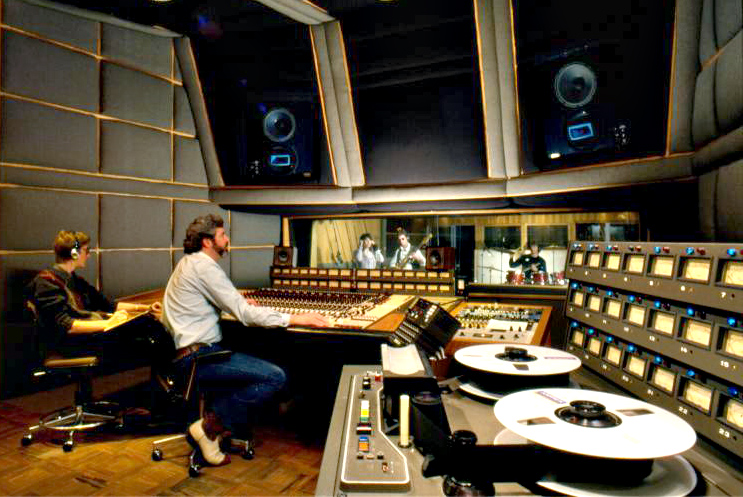
Музыканты в звукозаписывающей студии.

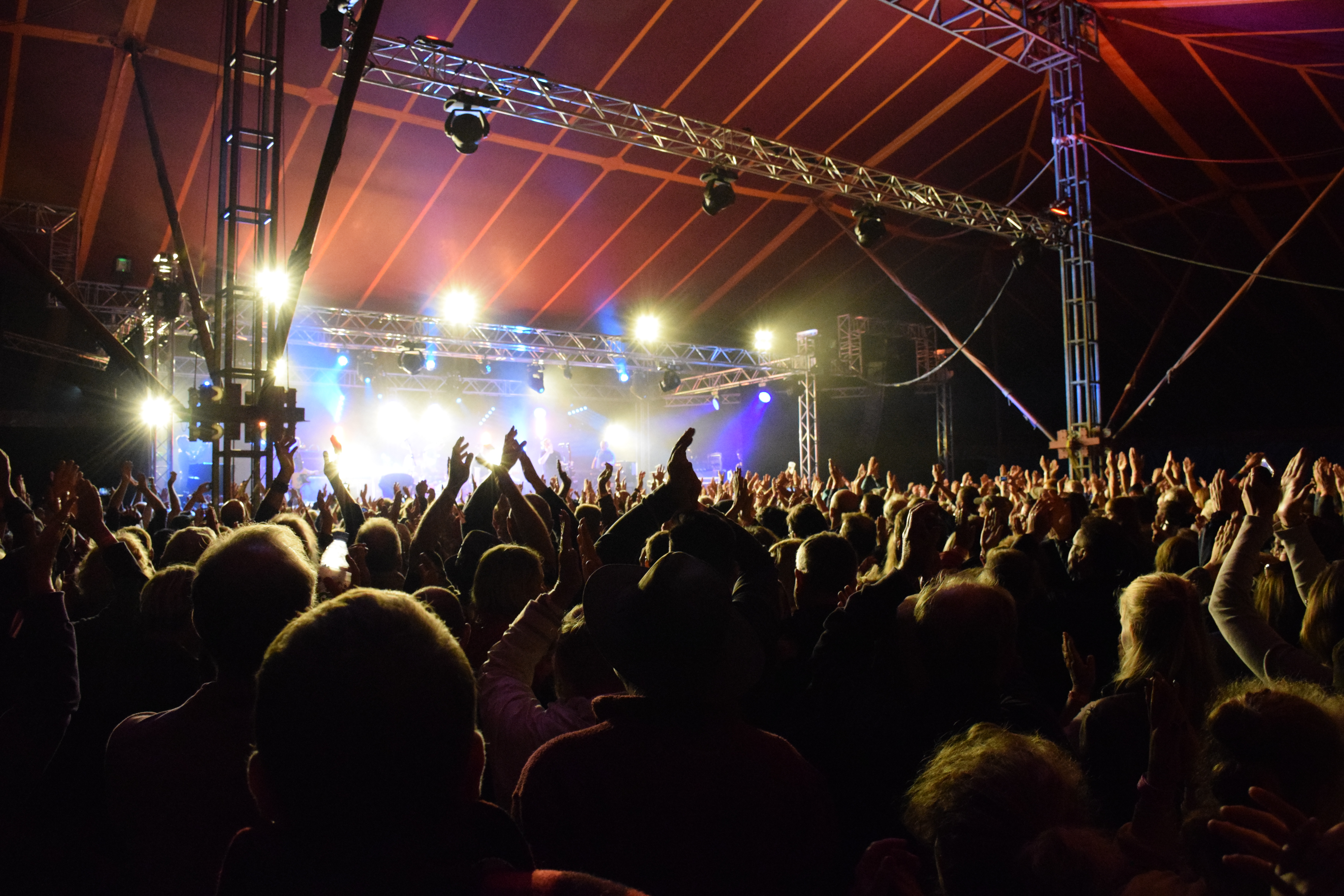
Зрители на музыкальном концерте.

Музыкальная индустрия представляет собой совокупность творческих и технических процессов, направленных на проведение музыкальной деятельности, а также создание, запись, хранение и распространение музыкальных произведений. Рост технического развития музыкальных носителей начался в XX веке. Первыми аудионосителями были граммофонные пластинки, позволяющие записывать и воспроизводить музыку с помощью специальных устройств — граммофонов. В 1897 году первые пластинки появились в США, производителем стала американская фирма Victor. В 1903 году появились диски, на которые можно было записывать музыку с обеих сторон. За следующие несколько десятков лет технологии шагнули вперёд и к концу 1960-х появилась возможность выпуска пластинок, воспроизводящих звук в режиме стерео. Грампластинки пользовались большой популярностью благодаря удобству технического производства и дешевизне для конечных покупателей. В 1963 году появился альтернативный способ записи музыки — компакт-кассеты производства корпорации Philips. С 1970-х по 1990-е годы кассеты стали наиболее популярными аудионосителями. На смену им в 1980—1990 годах появились лазерные компакт-диски (CD). Первые массовые экземпляры производились на немецких предприятиях, а их популяризации способствовали гигантские компании по производству программного обеспечения — Microsoft и Apple Computers. В начале XXI века на музыкальном рынке появились онлайн-магазины, которые позволяли покупать и прослушивать композиции через Интернет. Одним из первых магазинов, распространявших легальные аудиозаписи, стал iTunes Store компании Apple.
Продажа музыкальных произведений осуществлялась различными способами, среди которых продажа альбомов на физических носителях, цифровых альбомов, скачиваемых треков, компакт-дисков и грампластинок. К 2015 году источниками выручки для музыкантов и звукозаписывающих компаний приблизительно в равной степени являлись стриминговые сервисы, цифровая музыка и музыка на физических носителях. Однако общая тенденция была таковой, что цифры продаж компакт-дисков продолжали падать, в то время как объём продаж цифровой музыки, а также доходы сервисов потокового воспроизведения — расти.
Ещё одной существенной частью музыкальной индустрии является проведение музыкальных фестивалей. Доходы организаторов состоят из выручки от продажи билетов, а также от рекламных контрактов. В России наиболее популярными являются фестивали, посвящённые рок-музыке, за которыми следуют мультижанровые мероприятия, а также события, связанные с популярной музыкой. Доля фестивалей, посвящённых классической и джазовой музыке, составляет не более одной пятой от их общего количества.